# Niels Pedersen (maler)
 For alternative betydninger, se Niels Pedersen. (Se også artikler, som begynder med Niels Pedersen)
Niels Pedersen er en dansk kunstmaler (født 9. november 1970), der fremstiller pop-artbilleder som en kombination af serigrafitryk og akrylmaling.
Niels Pedersen er fast tilknyttet Galleri V58 i Århus og har tidligere udstillet på Art Herning, Gallerihuset, Galerie Provence, Galleri Rødhusgaarden samt Kolding Kunstdage.